# Kraniotomia

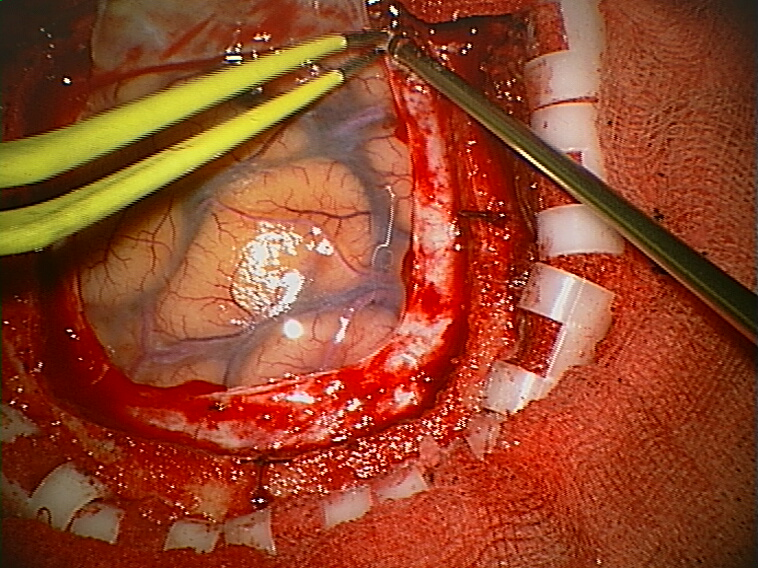
Kraniotomia

Kraniotomia – operacyjne otwarcie czaszki w celu uzyskania dostępu neurochirurgicznego do mózgowia. W kraniotomii część kości czaszki usunięta przy jej otwieraniu jest umieszczana z powrotem na miejscu, co odróżnia kraniotomię od kraniektomii.